# (9021) Fagus
(9021) Fagus ist ein Asteroid des Hauptgürtels. Er wurde am 14. Februar 1988 von Eric Walter Elst  am La-Silla-Observatorium der Europäischen Südsternwarte in Chile (IAU-Code 809) entdeckt.
Benannt wurde der Asteroid am 2. April 1999 nach den Buchengewächsen (Fagaceae), einer auf der Nordhalbkugel weitverbreiteten Pflanzenfamilie. Bekannteste Vertreter sind Buchen, Kastanien und Eichen. Der Name Fagus selbst verweist dabei eigentlich auf die Gattung der Buchen.